# Wunsiedel-Entscheidung
Die Wunsiedel-Entscheidung ist ein Beschluss des Ersten Senats des Bundesverfassungsgerichts vom 4. November 2009.
Es ist eine Grundsatzentscheidung zur Versammlungsfreiheit, Meinungsfreiheit und Volksverhetzung.
Eine Strafrechtsnovelle zur Volksverhetzung, die das öffentliche Billigen, Verherrlichen oder Rechtfertigen der nationalsozialistischen Gewalt- und Willkürherrschaft unter Strafe stellt, ist verfassungsgemäß.
Die Rudolf-Heß-Gedenkmärsche im fränkischen Wunsiedel bleiben verboten.

## Vorgeschichte und Hintergrund
Der Beschwerdeführer Jürgen Rieger meldete seit 2001 im Voraus, bis in das Jahr 2010 jährlich wiederkehrend, eine Kundgebung unter freiem Himmel mit dem Thema „Gedenken an Rudolf Heß“ an.
2001 wurde die Versammlung mit Aufzug vom Landratsamt als Versammlungsbehörde verboten.
Dieses Verbot wurde im Eilverfahren vom Verwaltungsgericht Bayreuth zunächst bestätigt, aber im Beschwerdeverfahren vom Bayerischen Verwaltungsgerichtshof aufgehoben.
Die Richter sahen in ihrer Beurteilung des Versammlungsverbots im Landkreis Wunsiedel keine Gefahr für die öffentliche Sicherheit und Ordnung, die von einem Gedenkmarsch ausgehe.
Es marschierten 2001 allerdings erstmals seit zehn Jahren wieder an die 1.000 Rechtsextreme durch Wunsiedel, begleitet von nur etwa 200 Gegendemonstranten.
2002 beteiligten sich etwa 3.000 Personen, 2003 an die 4.000.
Ein Höhepunkt und das Ende der Demonstrationen trat 2004 mit fast 5.000 rechtsextremen Demonstranten aus Deutschland und Europa ein.
Im März 2005 wurde vom Deutschen Bundestag eine Novelle des Strafrechts beschlossen.
Diese Ergänzung des § 130 Strafgesetzbuch (Volksverhetzung) um Absatz 4, lautet wie folgt:
Für den August 2005 verbot das Landratsamt des Landkreises Wunsiedel daraufhin mit Bescheid vom 29. Juni 2005 die Veranstaltung.
Dagegen erhob der Beschwerdeführer vor dem Verwaltungsgericht Bayreuth Klage in der Hauptsache, die mit Urteil vom 9. Mai 2006 abgewiesen wurde.
Die hiergegen gerichtete Berufung wies der Bayerische Verwaltungsgerichtshof mit Urteil vom 26. März 2007 gleichfalls zurück.
Auch das Bundesverwaltungsgericht bestätigte das Verbot.
Gegen die Entscheidung seines 6. Senats vom 25. Juni 2008, nach der die genannte Volksverhetzungs-Novelle ein die Meinungsfreiheit in verfassungsmäßiger Weise einschränkendes „allgemeines Gesetz“ im Sinne von Art. 5 II | 1 GG sei, legte der Kundgebungsveranstalter Verfassungsbeschwerde beim Bundesverfassungsgericht ein.
Anträge auf vorläufigen Rechtsschutz blieben durch alle Instanzen erfolglos.
Von 2005 bis 2009 verwarf auch das Bundesverfassungsgericht Eilanträge (§ 32 BVerfGG), die gegen das Verbot der Kundgebung gestellt worden waren, aufgrund von Folgenabwägungen.

## Die Entscheidung
Der neue Absatz zur Volksverhetzung greift in den Schutzbereich des Grundrechts nach Art. 5 Abs. 1 Satz 1 GG ein, dass jedermann seine Meinung frei äußern und verbreiten darf.
Er war deshalb überhaupt relevant geworden, weil die Rechtsprechung zum Versammlungsgesetz (§ 15 Abs. 1 VersG) eine Gefahr für die öffentliche Sicherheit unter anderem dann annimmt, wenn eine Verletzung von Strafrechtsnormen droht.
Das Bundesverfassungsgericht stimmte dem Beschwerdeführer darin zu, dass es sich bei dem Absatz um eine Sonderbestimmung, also kein allgemeines Gesetz handelt.
Grundsätzlich darf die Meinungsfreiheit nur durch ein allgemeines Gesetz eingeschränkt werden.
Dennoch sei die Novelle in diesem Fall zulässig.
Das Grundgesetz kann als expliziter Gegenentwurf zum Nationalsozialismus verstanden werden, was eine Ausnahme in diesem Falle rechtfertige und mit dem Grundgesetz vereinbar mache.
Die Offenheit des Art. 5 Abs. 1, 2 GG für derartige Sonderbestimmungen nimmt allerdings den materiellen Gehalt der Meinungsfreiheit nicht zurück.
Die nationalsozialistische Gesinnung selbst wird durch die Meinungsfreiheit geschützt.
Der staatliche Eingriff wird erst dann erlaubt, „wenn Meinungsäußerungen die rein geistige Sphäre des Für-richtig-Haltens verlassen und in Rechtsgutverletzungen oder erkennbar in Gefährdungslagen umschlagen“.
Die Gesetzesnovelle diene dem öffentlichen Frieden.
§ 130 Abs. 4 StGB steht auch mit Art. 103 Abs. 2 GG in Einklang, der die Strafbarkeit an die gesetzliche Bestimmtheit knüpft.
Die Störung des öffentlichen Friedens allein ist allerdings um konkretere Tatbestandsmerkmale zu ergänzen und inhaltlich näher zu bestimmen.
Der öffentliche Friede ist dann als ein Tatbestandsmerkmal zu verstehen, dessen Inhalt sich aus dem jeweiligen Normenzusammenhang je eigens bestimmt.
Grundsätzlich begründet bereits die Verwirklichung der anderen Tatbestandsmerkmale die Strafbarkeit, bei deren Erfüllung auch die Störung des öffentlichen Friedens (beziehungsweise die Eignung hierzu) vermutet werden kann.
Beim öffentlichen Frieden handelt es sich insoweit nicht um ein strafbegründendes Tatbestandsmerkmal, sondern um eine „Wertungsformel zur Ausscheidung nicht strafwürdig erscheinender Fälle“ (Thomas Fischer).
Es ist damit ein Korrektiv, das es insbesondere erlaubt, auch grundrechtlichen Wertungen im Einzelfall Geltung zu verschaffen.
Die Aufmärsche in Wunsiedel bleiben verboten.
Die Entscheidung erfolgte, obwohl der Beschwerdeführer am 29. Oktober 2009 verstorben war.
Zwar ist nach ständiger Rechtsprechung des Bundesverfassungsgerichts eine Verfassungsbeschwerde zur Durchsetzung höchstpersönlicher Rechte im Falle des Todes erledigt, aufgrund der allgemeinen verfassungsrechtlichen Bedeutung wurde die Entscheidung aber trotzdem verkündet.

## Rezeption
Der ehemalige Hamburger Richter Günter Bertram kritisierte die Entscheidung. Die Strafrechtsnovelle sei zu verwaschen, denn die Begriffe „Billigung“, „Verherrlichung“ und „Rechtfertigung“ könnten ganz unterschiedlich ausgelegt, ihre Reichweite ausgedehnt werden. Die Entscheidung widerspreche zudem dem Wortlaut des Grundgesetzes.
Auch der Kasseler Jurist und Autor Horst Meier sah in der Wunsiedel-Entscheidung des Bundesverfassungsgerichts die Einführung eines Sonderrechts gegen Neonazis und einen Angriff auf die Meinungsfreiheit.